# Sedimentatiewaarde
De sedimentatiewaarde of zelenywaarde is een van de maatstaven voor de bepaling van de bakkwaliteit van tarwemeel. Hoe hoger de sedimentatiewaarde, hoe meer gluten het meel bevat en hoe hoger de bakkwaliteit is.
De sedimentatiewaarde is afhankelijk van het tarweras en wordt bepaald door een proef die is bedacht door L. Zélény. Hierbij wordt aan een waterige suspensie van tarwebloem een mengsel met melkzuur met isopropylalcohol toegevoegd. Als gevolg hiervan gaan gezwollen bloemdeeltjes bezinken – 'sedimenteren' – en na vijf minuten is af te lezen hoeveel dit is; dit kan variëren van 10 tot 70 ml op 75 ml mengsel, de zelenywaarde. Voor het bakken van brood moet die waarde minimaal 40 zijn. Overigens geeft de test niet meer dan een indicatie van de bakkwaliteit.